# Muelas de los Caballeros (kommunhuvudort)
Muelas de los Caballeros är en kommunhuvudort i Spanien.   Den ligger i provinsen Provincia de Zamora och regionen Kastilien och Leon, i den nordvästra delen av landet, 290 km nordväst om huvudstaden Madrid. Muelas de los Caballeros ligger 997 meter över havet och antalet invånare är 247.
Terrängen runt Muelas de los Caballeros är platt åt sydost, men åt nordväst är den kuperad. Runt Muelas de los Caballeros är det mycket glesbefolkat, med 4 invånare per kvadratkilometer. Närmaste större samhälle är Castrocontrigo, 13,6 km nordost om Muelas de los Caballeros. 